# Associazione Sportiva Cittadella 2008-2009
Questa pagina raccoglie i dati riguardanti l'Associazione Sportiva Cittadella nelle competizioni ufficiali della stagione 2008-2009.

## Stagione
In questa stagione 2008-2009 il neopromosso Cittadella disputa il campionato di Serie B allenato per il quarto anno da Claudio Foscarini. Per la ristrutturazione del Tombolato ha dovuto giocare fino alla fine di novembre sul campo di Treviso, quindi la gara di Coppa Italia con l'Empoli e le prime sette partite interne del campionato.
La squadra granata disputa un discreto girone di andata, trascinato dalle reti del suo bomber Riccardo Meggiorini che raggiunge quota 18 gol (nessuna segnatura su rigore). Riesce ad ottenere risultati di prestigio come la vittoria (0-1) in casa dell'Empoli con gol di Meggiorini e il (2-0) interno ai danni del Brescia. Da ricordare anche due grandi vittorie da parte dei veneti: nel proprio stadio ristrutturato è riuscito a battere (4-0) sia l'Avellino che il Modena. Nella gara contro l'Avellino il bomber Meggiorini ha segnato tutte le quattro reti.
Il Cittadella dopo la vittoria (1-2) in casa dell'Ancona alla sedicesima giornata di ritorno si porta a metà classifica con la salvezza che sembra ormai cosa fatta, ma raccoglie due soli punti nelle successive quattro partite e si riporta in zona Play-out ad una giornata dal termine. Provvidenziale è la vittoria con il Rimini (2-0) all'ultima giornata di campionato, che permette ai veneti di raggiungere i romagnoli in classifica al 17º posto a quota 50 punti e per miglior differenza reti è proprio il Cittadella ad evitare i Play-out, ottenendo così una sofferta salvezza e condannando dunque il Rimini ai Play-out per non retrocedere.
Nella Coppa Italia il Cittadella entra in scena nel secondo turno, vincendo (1-2) a Pisa, nel secondo turno perde sul campo di Treviso (0-1) contro l'Empoli.

## Organigramma societario
Area direttiva
- Presidente: Angelo Gabrielli

Area tecnica
- Allenatore: Claudio Foscarini
- Allenatore in seconda: Giulio Giacomin
- Preparatore atletico:  Andrea Redigolo
- Preparatore dei portieri: Piero Gennari

Area sanitaria
- Responsabile: Elisabetta Zordanazzo
- Medici sociali: Laura Brusamolin

## Rosa
| N. |                     | Ruolo | Calciatore              |
| -- | ------------------- | ----- | ----------------------- |
| 1  | Italia (bandiera)   | P     | Andrea Pierobon         |
| 2  | Italia (bandiera)   | D     | Andrea Manucci          |
| 3  | Italia (bandiera)   | D     | Nicolò Cherubin         |
| 4  | Italia (bandiera)   | D     | Edoardo Gorini          |
| 5  | Italia (bandiera)   | C     | Manuel Iori             |
| 7  | Italia (bandiera)   | C     | Fabio Marco Giordano    |
| 7  | Italia (bandiera)   | C     | Luca Di Matteo          |
| 8  | Italia (bandiera)   | C     | Roberto Musso           |
| 9  | Italia (bandiera)   | A     | Luca Riberto            |
| 10 | Italia (bandiera)   | A     | Joachim De Gasperi      |
| 11 | Italia (bandiera)   | A     | Paolo Rossi             |
| 13 | Italia (bandiera)   | D     | Matteo Teoldi           |
| 14 | Italia (bandiera)   | C     | Davide Carteri          |
| 18 | Italia (bandiera)   | D     | Mattia De Checchi       |
| 18 | Italia (bandiera)   | A     | Massimo Ganci           |
| 18 | Italia (bandiera)   | A     | Federico Gerardi        |
| 19 | Italia (bandiera)   | A     | Antonino Bonvissuto     |
| 20 | Paraguay (bandiera) | D     | José Luis Colman Castro |

| N. |                     | Ruolo | Calciatore            |
| -- | ------------------- | ----- | --------------------- |
| 21 | Italia (bandiera)   | A     | Alessandro Campo      |
| 22 | Italia (bandiera)   | D     | Emanuele Pesoli       |
| 23 | Italia (bandiera)   | P     | Simone Villanova      |
| 24 | Italia (bandiera)   | C     | Alberto Marchesan     |
| 28 | Italia (bandiera)   | C     | Daniele Di Benedetto  |
| 29 | Italia (bandiera)   | D     | Andrea Turato         |
| 30 | Italia (bandiera)   | C     | Enrico Antoniol       |
| 31 | Italia (bandiera)   | C     | Ivan Castiglia        |
| 32 | Italia (bandiera)   | A     | Marco Carparelli      |
| 33 | Italia (bandiera)   | P     | Luca Berto            |
| 38 | Italia (bandiera)   | P     | Carlo Zotti           |
| 38 | Italia (bandiera)   | P     | Marco Trivellato      |
| 69 | Italia (bandiera)   | A     | Riccardo Meggiorini   |
| 80 | Brasile (bandiera)  | A     | Diego Santos Oliveira |
| 81 | Italia (bandiera)   | C     | Gennaro Volpe         |
| 87 | Italia (bandiera)   | C     | Stefano Marchetti     |
| 89 | Svizzera (bandiera) | D     | Jonathan Rossini      |

## Risultati

### Serie B

#### Girone di andata
| Arbitro: | Candussio (Cervignano del Friuli) |

|            |           |  |
| Abbate 33’ | Marcatori |  |

| Treviso 7 settembre 2008, ore 15:00 2ª giornata | Cittadella       | 0 – 0 | Salernitana | Stadio Omobono Tenni\| Arbitro: \| Pinzani (Empoli) \| |
| Arbitro:                                        | Pinzani (Empoli) |       |             |                                                        |

| Avellino 13 settembre 2008, ore 16:00 3ª giornata | Avellino           | 0 – 0 | Cittadella | Stadio Partenio\| Arbitro: \| Baracani (Firenze) \| |
| Arbitro:                                          | Baracani (Firenze) |       |            |                                                     |

| Arbitro: | N. Stefanini (Prato) |

|  |           |                              |
|  | Marcatori | 59’ Godeas 68’ (rig.) Caridi |

| Arbitro: | Peruzzo (Schio) |

|  |           |                |
|  | Marcatori | 40’ Meggiorini |

| Arbitro: | Romeo (Verona) |

|  |           |                    |
|  | Marcatori | 61’ Lodi 71’ Buscé |

| Arbitro: | Tozzi (Lido di Ostia) |

|  |           |           |
|  | Marcatori | 84’ Botta |

| Arbitro: | Velotto (Grosseto) |

|                                      |           |                |
| Antonelli Agomeri 30’ Allegretti 52’ | Marcatori | 26’ Meggiorini |

| Treviso 18 ottobre 2008, ore 16:00 9ª giornata | Cittadella           | 0 – 0 | Livorno | Stadio Omobono Tenni\| Arbitro: \| Cavarretta (Trapani) \| |
| Arbitro:                                       | Cavarretta (Trapani) |       |         |                                                            |

| Arbitro: | Scoditti (Bologna) |

|          |           |                                |
| Luci 69’ | Marcatori | 12’ (rig.) Iori 87’ Meggiorini |

| Arbitro: | Marelli (Como) |

|         |           |                       |
| Iori 3’ | Marcatori | 18’ (rig.) P. Barreto |

| Arbitro: | Saccani (Mantova) |

|                                               |           |                                           |
| D. Gasparetto 33’ Bruno 60’ (rig.) Gemiti 84’ | Marcatori | 4’ Ganci 16’ Meggiorini 90+3’ (rig.) Iori |

| Arbitro: | Peruzzo (Schio) |

|                                         |           |             |
| Poli 29’ Pagani 55’ Salvetti 82’ (rig.) | Marcatori | 90’ Manucci |

| Treviso 15 novembre 2008, ore 16:00 14ª giornata | Cittadella                        | 0 – 0 | AlbinoLeffe | Stadio Omobono Tenni\| Arbitro: \| Candussio (Cervignano del Friuli) \| |
| Arbitro:                                         | Candussio (Cervignano del Friuli) |       |             |                                                                         |

| Arbitro: | Tozzi (Lido di Ostia) |

|  |           |                          |
|  | Marcatori | 24’, 42’, 47’ Bonvissuto |

| Cittadella 29 novembre 2008, ore 16:00 16ª giornata | Cittadella     | 0 – 0 | Ancona | Stadio Piercesare Tombolato\| Arbitro: \| Marelli (Como) \| |
| Arbitro:                                            | Marelli (Como) |       |        |                                                             |

| Arbitro: | Tozzi (Lido di Ostia) |

|               |           |                  |
| Sansovini 68’ | Marcatori | 45+2’ Meggiorini |

| Arbitro: | Ciampi (Roma) |

|                            |           |  |
| Meggiorini 18’ Carteri 51’ | Marcatori |  |

| Arbitro: | Pinzani (Empoli) |

|              |           |  |
| Paloschi 87’ | Marcatori |  |

| Cittadella 10 gennaio 2009, ore 16:00 20ª giornata | Cittadella         | 0 – 0 | Frosinone | Stadio Piercesare Tombolato\| Arbitro: \| Calvarese (Teramo) \| |
| Arbitro:                                           | Calvarese (Teramo) |       |           |                                                                 |

| Arbitro: | Pierpaoli (Firenze) |

|               |           |  |
| Ricchiuti 10’ | Marcatori |  |

#### Girone di ritorno
| Arbitro: | Scoditti (Bologna) |

|                                                           |           |                                                      |
| Iori 41’ (rig.) Bonvissuto 69’ Gorini 71’ D. Oliveira 76’ | Marcatori | 30’, 66’ (rig.) Guzman 61’ Moscardelli 90+4’ Rickler |

| Arbitro: | Calvarese (Teramo) |

|             |           |                               |
| Pestrin 29’ | Marcatori | 21’ (rig.), 90+3’ (rig.) Iori |

| Arbitro: | Giannoccaro (Lecce) |

|                               |           |  |
| Meggiorini 33’, 53’, 69’, 73’ | Marcatori |  |

| Arbitro: | Peruzzo (Schio) |

|                        |           |                |
| Caridi 51’, 54’ (rig.) | Marcatori | 90’ Bonvissuto |

| Arbitro: | Velotto (Grosseto) |

|                |           |           |
| De Gasperi 17’ | Marcatori | 6’ Baccin |

| Arbitro: | Calvarese (Teramo) |

|  |           |                  |
|  | Marcatori | 45+1’ Meggiorini |

| Arbitro: | Romeo (Verona) |

|             |           |                |
| Sgrigna 53’ | Marcatori | 15’ Meggiorini |

| Arbitro: | Tommasi (Bassano del Grappa) |

|  |           |                                         |
|  | Marcatori | 15’ Della Rocca 25’ Granoche 37’ Milani |

| Arbitro: | Candussio (Cervignano del Friuli) |

|               |           |             |
| Perticone 37’ | Marcatori | 77’ Gerardi |

| Cittadella 17 marzo 2009, ore 20:30 31ª giornata | Cittadella         | 0 – 0 | Ascoli | Stadio Piercesare Tombolato\| Arbitro: \| Baracani (Firenze) \| |
| Arbitro:                                         | Baracani (Firenze) |       |        |                                                                 |

| Arbitro: | Valeri (Roma) |

|                                   |           |  |
| P. Barreto 52’ (rig.) Kutuzov 70’ | Marcatori |  |

| Arbitro: | Banti (Livorno) |

|                                                    |           |  |
| D. Oliveira 26’ Meggiorini 29’, 56’ Bonvissuto 88’ | Marcatori |  |

| Arbitro: | N. Stefanini (Prato) |

|            |           |              |
| Pesoli 61’ | Marcatori | 56’ Zampagna |

| Arbitro: | Baracani (Firenze) |

|                         |           |  |
| Cellini 31’ Ruopolo 42’ | Marcatori |  |

| Arbitro: | Calvarese (Teramo) |

|                 |           |  |
| Iori 12’ (rig.) | Marcatori |  |

| Arbitro: | Rocchi (Firenze) |

|            |           |                           |
| Vanigli 5’ | Marcatori | 2’ Meggiorini 11’ Gerardi |

| Arbitro: | Candussio (Cervignano del Friuli) |

|  |           |                                      |
|  | Marcatori | 64’ (rig.) Sansovini 73’ L. Vitiello |

| Brescia 9 maggio 2009, ore 16:00 39ª giornata | Brescia         | 0 – 0 | Cittadella | Stadio Mario Rigamonti\| Arbitro: \| Peruzzo (Schio) \| |
| Arbitro:                                      | Peruzzo (Schio) |       |            |                                                         |

| Arbitro: | Rocchi (Firenze) |

|                     |           |                                |
| Meggiorini 50’, 86’ | Marcatori | 4’ (aut.) Pesoli 32’ Reginaldo |

| Arbitro: | Giannoccaro (Lecce) |

|           |           |  |
| Guidi 80’ | Marcatori |  |

| Arbitro: | Morganti (Ascoli Piceno) |

|                               |           |  |
| Carparelli 53’ Meggiorini 73’ | Marcatori |  |

### Coppa Italia
| Arbitro: | Cavarretta (Trapani) |

|                |           |                             |
| C. Colombo 58’ | Marcatori | 66’ P. Rossi 90+2’ Oliveira |

| Arbitro: | Girardi (San Donà di Piave) |

|  |           |          |
|  | Marcatori | 88’ Lodi |